# Walter Wangerin Jr.

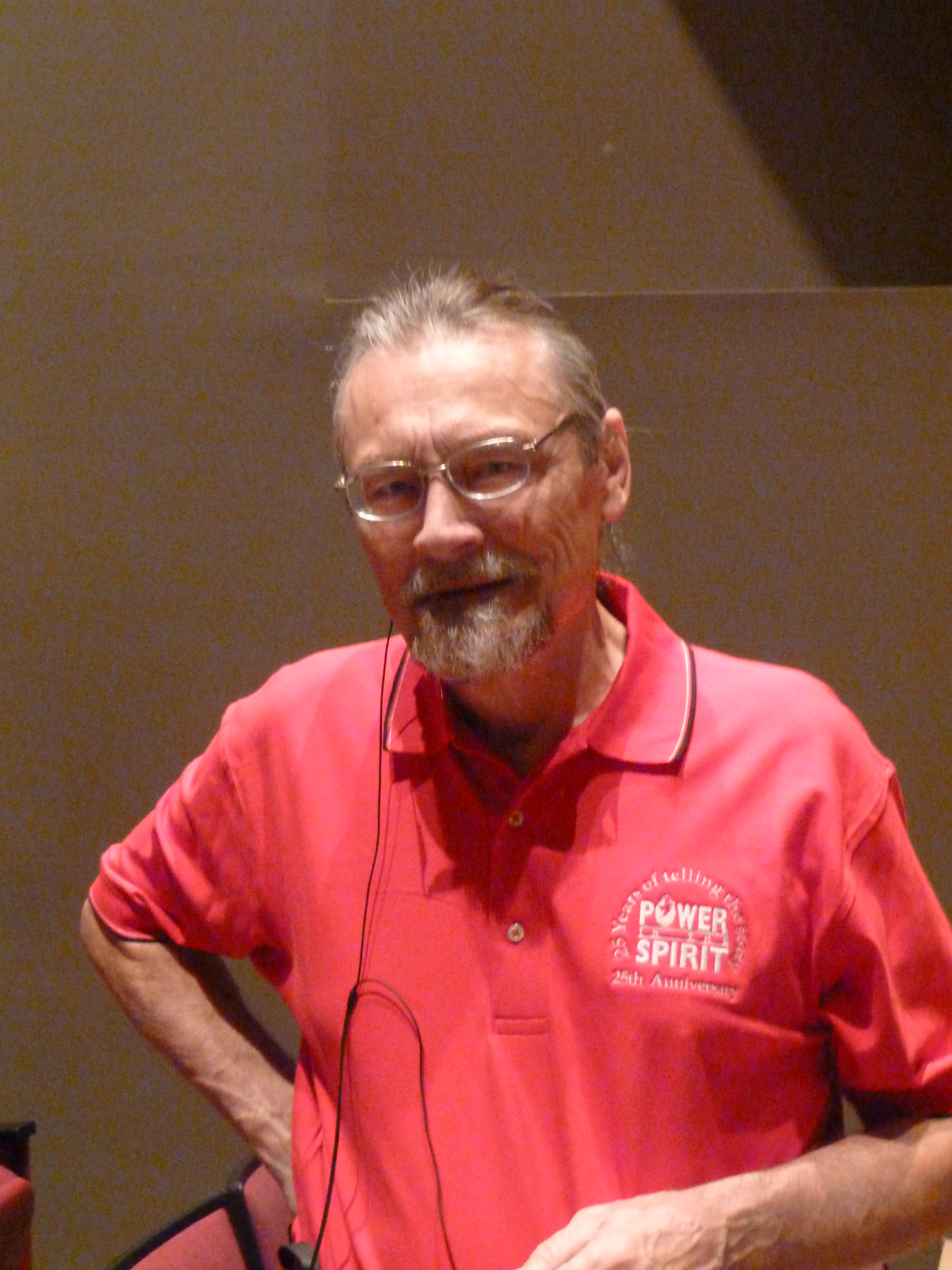
Walter Wangerin Jr.

Walter Wangerin Jr., född 13 februari 1944, död 5 augusti 2021, var en amerikansk författare som bland annat skrev The Book of God (Guds bok), en bok som skildrar Bibeln som roman. Förutom böcker inom religion och fantasy författade han även ett flertal barnböcker, samt en bok inom historisk fiktion.